# Autobus miejski

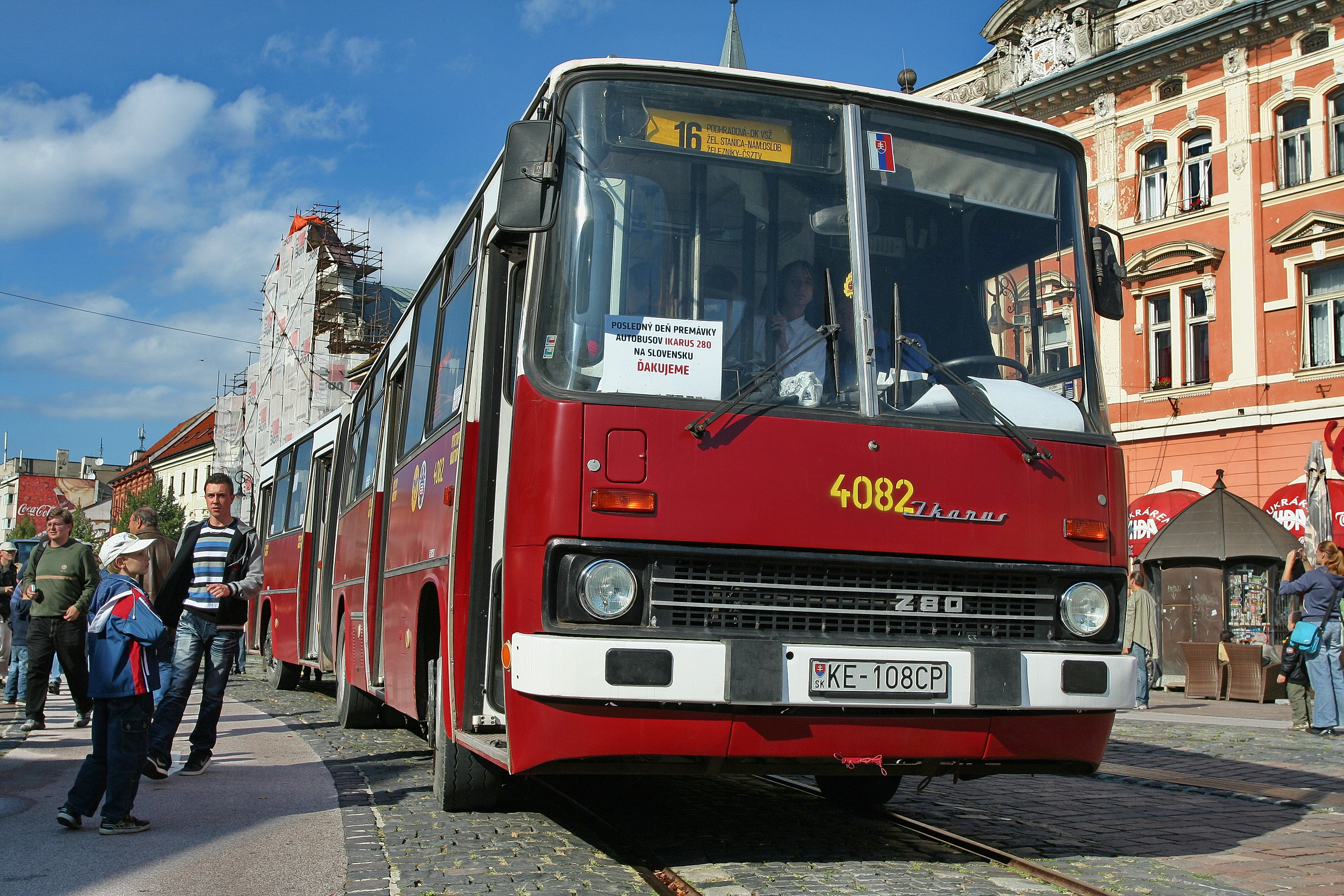
Ikarus 280 produkcji węgierskiej

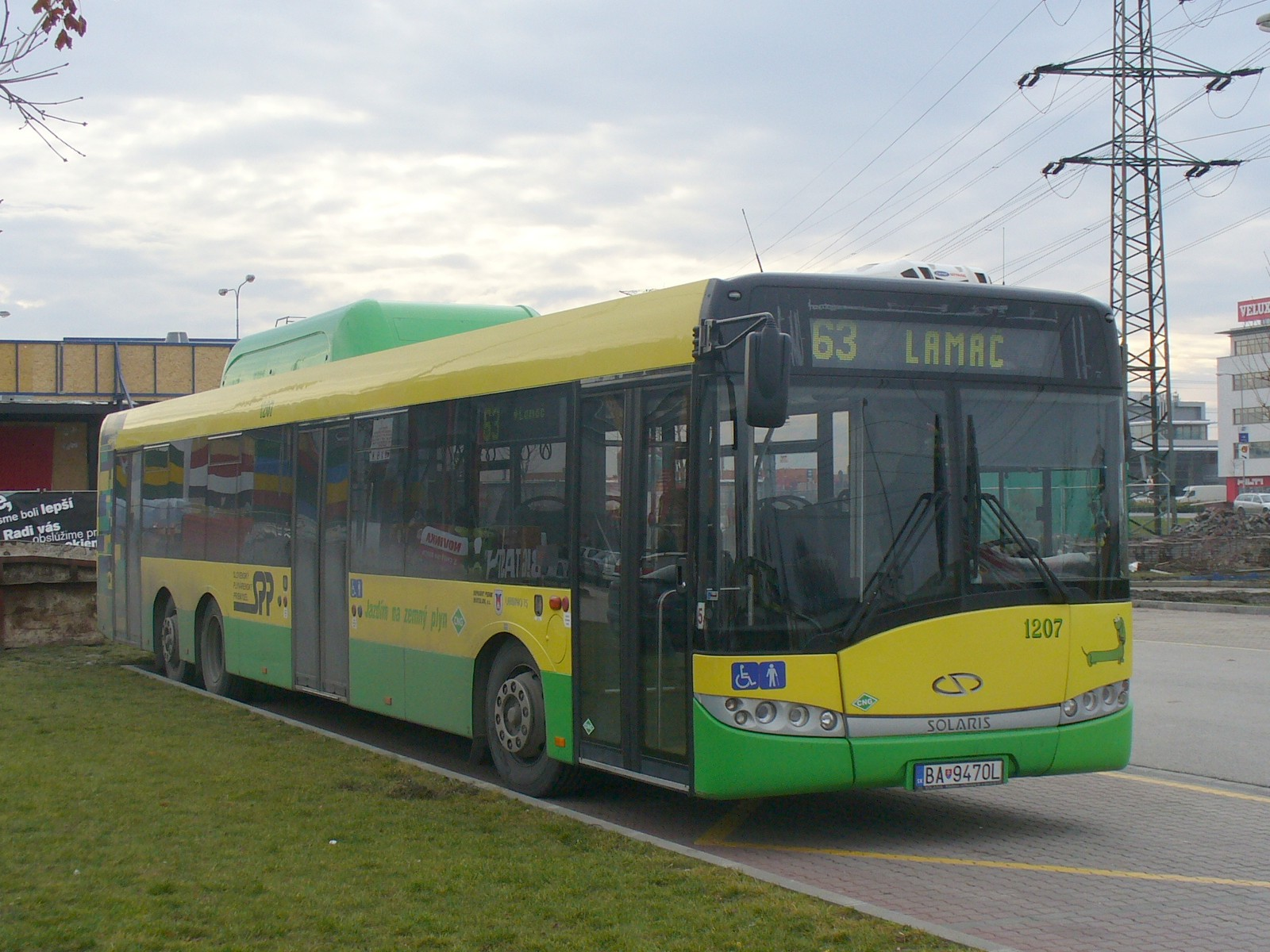
Autobus miejski Solaris Urbino 15

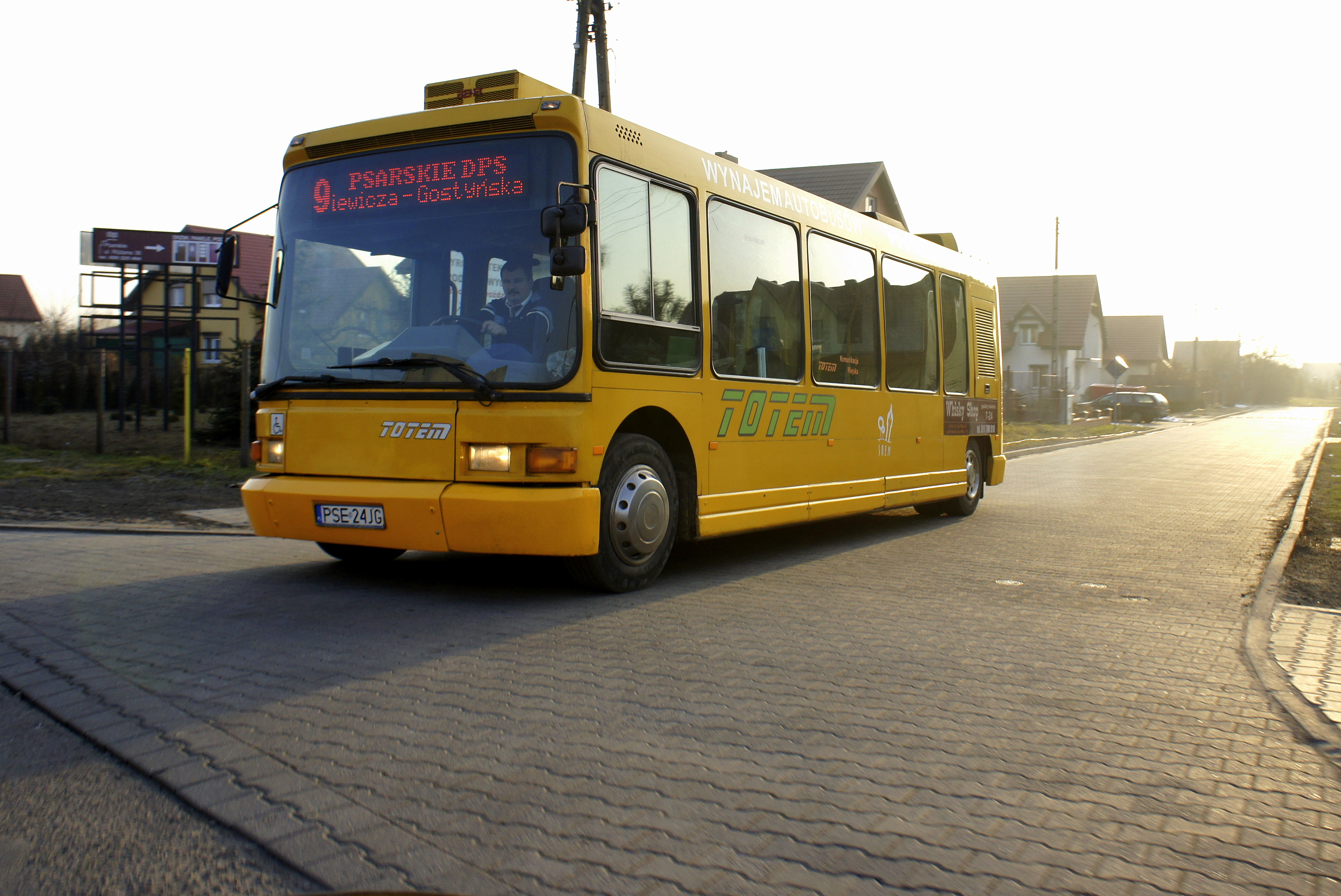
DAB serii 11 – komunikacja miejska w Śremie

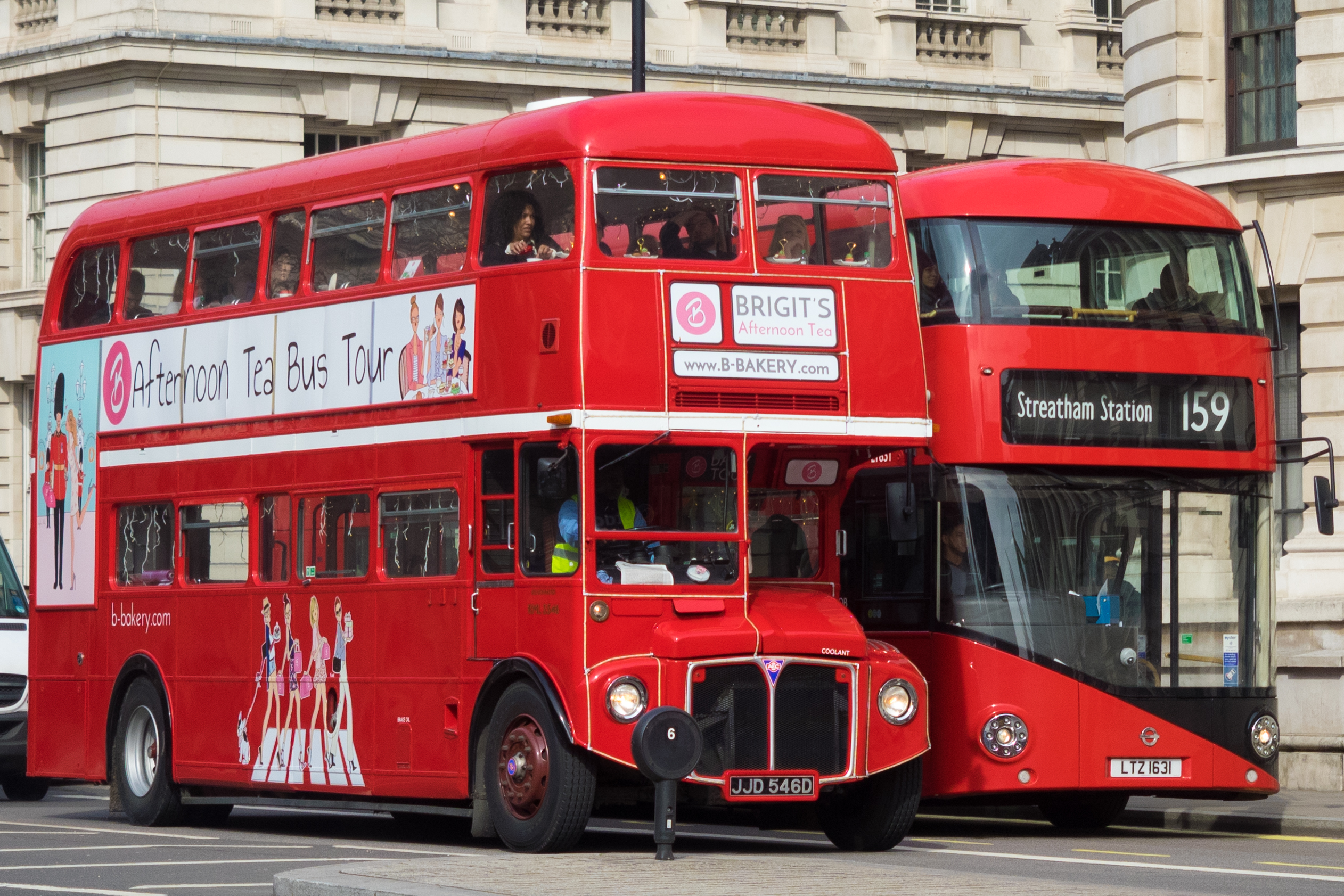
Londyńskie autobusy piętrowe – Routemaster z lat 60. XX w. (z lewej) i New Routemaster z 2012 r. (z prawej)

Autobus miejski – autobus służący do przewozu dużej liczby osób na stosunkowo krótkich trasach.
Autobusy te muszą mieć szerokie drzwi, możliwie niską podłogę, szerokie i wygodne przejścia między siedzeniami oraz dużo miejsc stojących. Liczba miejsc siedzących może być niewielka, a siedzenia nie muszą być wygodne. Niezbędne jest tutaj zastosowanie rozbudowanej informacji dla pasażerów: oznaczenie linii, trasa itp. i to zarówno zewnętrznej, jak i wewnętrznej.
Ze względu na warunki ruchu miejskiego, w jakich autobusy poruszają się, muszą one odznaczać się dużą zwrotnością i zdolnością do przyspieszenia, natomiast ich prędkość maksymalna nie musi być zbyt duża (chociaż pewne typy autobusów miejskich mają układ napędowy zapewniający prędkość max. ponad 100 km/h i często są stosowane elektroniczne ograniczniki prędkości). Dla poprawy płynności jazdy mają zwykle automatyczne skrzynie biegów (zwiększa to przyśpieszenia i zmniejsza zużycie układu przeniesienia napędu), ale powodują one wzrost zużycia paliwa w warunkach jazdy z niewielką szybkością a zwłaszcza przy nadmiernej ilości zatrzymań, spowodowanych np. sygnalizacjami świetlnymi.

## Historia
Pierwsze autobusy powstawały na bazie samochodów ciężarowych. Nadwozia były drewniane.
Następnie ustaliła się forma specjalnych nadwozi autobusowych na adaptowanych do tego celu podwoziach z obniżoną w pewnym stopniu przez wygięcie podłużnic nad mostami – podłogą nadwozie nieniosące lub nadwozie samonośne. Nadwozia autobusów miejskich zaczęły być wykorzystywane także do budowy trolejbusów.
Autobusy miejskie miały przez długi czas te same nadwozia co dalekobieżne i turystyczne. Były to tylko wersje z tym samym kadłubem różniące się jedynie wyposażeniem, gdzie autobus miejski miał drzwi zamykane i otwierane zdalnie (siłownikiem lub ręcznym układem prostowodowym), dużo uchwytów dla pasażerów, oraz mniej siedzeń. Z czasem dodawano więcej coraz szerszych drzwi, a także podniesiono dachy dla poprawienia widoczności dla pasażerów stojących. Jako drzwi sterowane zdalnie stosowane są w autobusach i innych pojazdach komunikacji zbiorowej drzwi składane, odstawiane – w widłach nośnych – do wewnątrz (najczęściej) oraz na zewnątrz (zapewniające pełną szczelność). Rozwój nadwozi samonośnych i wzrost poziomu przemysłu spowodował zróżnicowanie kadłubów autobusów dalekobieżnych i miejskich, gdzie te ostatnie miały coraz bardziej obniżoną podłogę (często tylko częściowo), aż do powstania konstrukcji niskopodłogowych.
Autobusy miejskie istnieją obecnie w wielu wersjach długościowych, aby umożliwić dostosowanie pojazdu do warunków eksploatacyjnych obsługiwanych linii.
Rozwojowi ulegały też systemy informacyjne. Dotyczy to wszystkich pojazdów komunikacji publicznej, jednak w autobusach miejskich jest najważniejsze. Początkowo stosowano napisy na nadwoziu, a następnie wymienne systemy tablic („dekoracja”). Krokiem w przód były systemy z przewijaną taśmą, na której wypisuje się wszystkie możliwe trasy. Największym postępem były tablice pikselowe, a w dalszym rozwoju – diodowe i ekranowe, co bardzo ułatwia zmianę wyświetlanej informacji i poprawia widoczność.

## Rodzaje autobusów miejskich
- przegubowy
- piętrowy
- trambus